# Vecchio frak (album)
Vecchio frak è un mini-album di Giovanna, omaggio a Domenico Modugno, pubblicato dalla Kicco Music nel 1991.

## Tracce
1. Piove (Ciao, ciao, bambina) (Dino Verde, Domenico Modugno)
2. Vecchio frak (D. Modugno)
3. La donna riccia (D. Modugno)
4. Tu si 'na cosa grande (D. Modugno)
5. Nel blu dipinto di blu (Volare) (Franco Migliacci, D. Modugno)